# Calcipila cornuta
Calcipila cornuta är en kräftdjursart som beskrevs av Harrison och David Malcolm Holdich 1984. Calcipila cornuta ingår i släktet Calcipila och familjen klotkräftor. Inga underarter finns listade i Catalogue of Life.